# Schäferhund

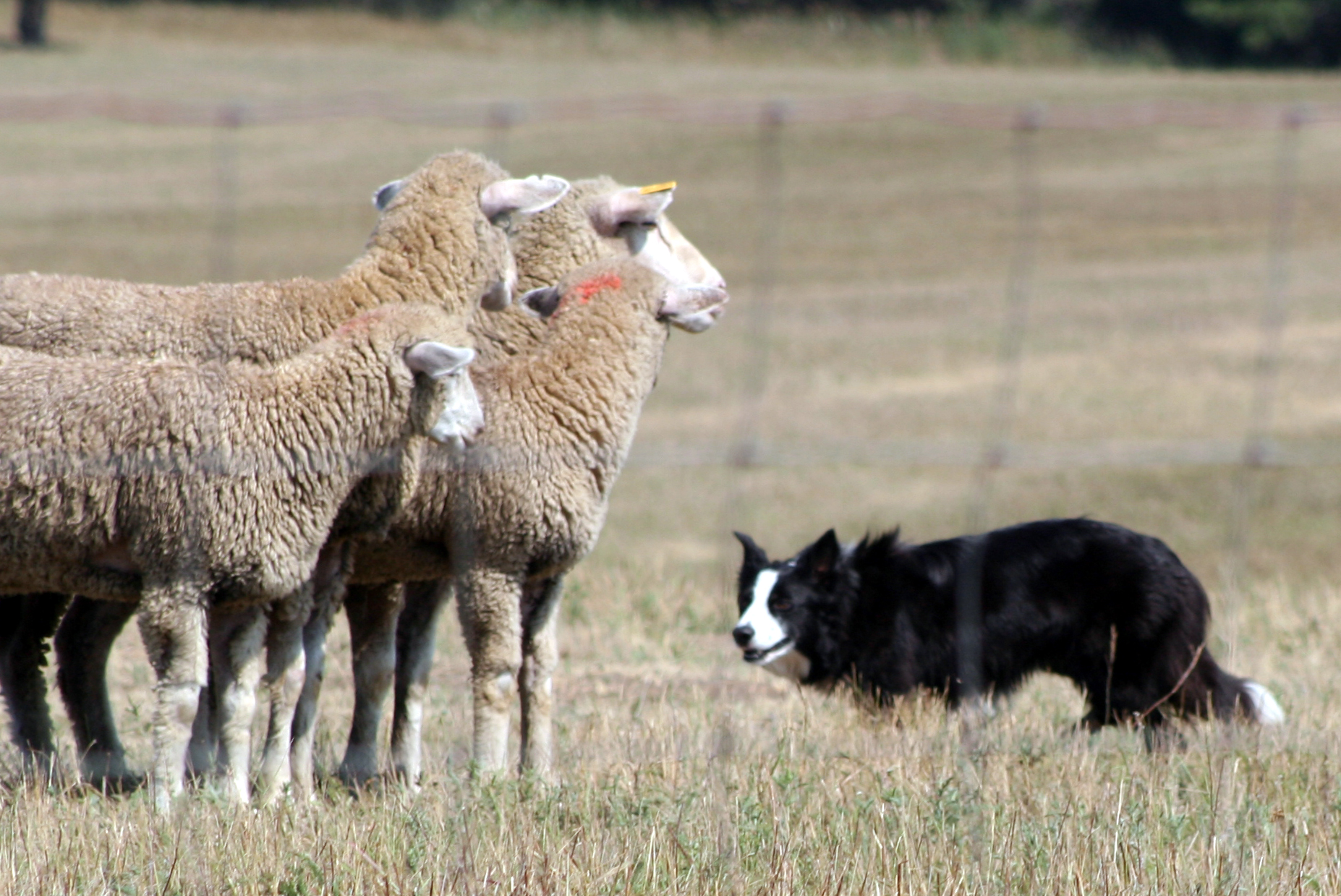
Schäferhund (hier: Border Collie) bei der Arbeit

Schäferhunde sind ursprünglich von Schafhirten zum Hüten und Treiben der Schafherde eingesetzte Hirtenhunde. Hunde wurden speziell zu diesem Zweck gezüchtet und so entstanden Arbeitshunde, die unter dem Begriff Schäferhunde zusammengefasst werden. Bis heute gibt es Schäferhunde auch als Arbeitshunde der Schäfer. Aus den Arbeitshunden wurden später Hunderassen entwickelt. In Deutschland wird der Begriff häufig synonym für den Deutschen Schäferhund verwendet.

## Aufgaben eines Schäferhunds
Max von Stephanitz, der als Begründer der Zucht des Deutschen Schäferhunds gilt, leitet 1921 die Aufgaben eines Schäferhunds aus denen eines Herdenhunds wie folgt ab:

„Die erste und früheste dieser Aufgaben [des Hundes bei der Herde] ist, die ruhende oder beim Weiden zerstreute Herde gegen feindliche Einwirkung von außen zu schützen. Die zweite ist, die Herde zusammenzuhalten, die eigenmächtige Absonderung von Einzeltieren zu verhindern, das namentlich auch auf dem Wege zum Weideplatz, und abgekommene Tiere aufzusuchen und wieder zum Haufen zurückzubringen. Und die dritte schließlich ist, an die Weideplätze angrenzende bestellte Felder vor der Naschhaftigkeit und damit der Verwüstung durch die weidende Herde zu schützen. Diese letzte Aufgabe ist heute die Hauptaufgabe des damit zum hütenden und wehrenden Hunde gewordenen Schäferhundes […].“

## Rassen

### Von der FCI anerkannte Rassen
Schäferhunde sind in der Rassenomenklatur der Fédération Cynologique Internationale (FCI) zur Sektion 1 der Gruppe 1 zusammengefasst. 

### Nicht von der FCI anerkannte Rassen
- Altdeutscher Schäferhund
- Altdeutsche Hütehunde
  - Gelbbacke
  - Tiger
  - Schafpudel auch Hütepudel
  - Fuchs: Harzer Fuchs
  - Schwarzer
  - Strobel
  - Westerwälder/Siegerländer Kuhhund
- Osteuropäischer Schäferhund